# 尼姆站
尼姆站是法国的一个铁路车站，位于法国南部城市，加尔省省会尼姆。

## 位置
尼姆站位于尼姆市区的中部，老城区东南。车站大致呈东北-西南走向，东南和西北两侧均有出入口，其中正门开口朝西北。

## 车站历史

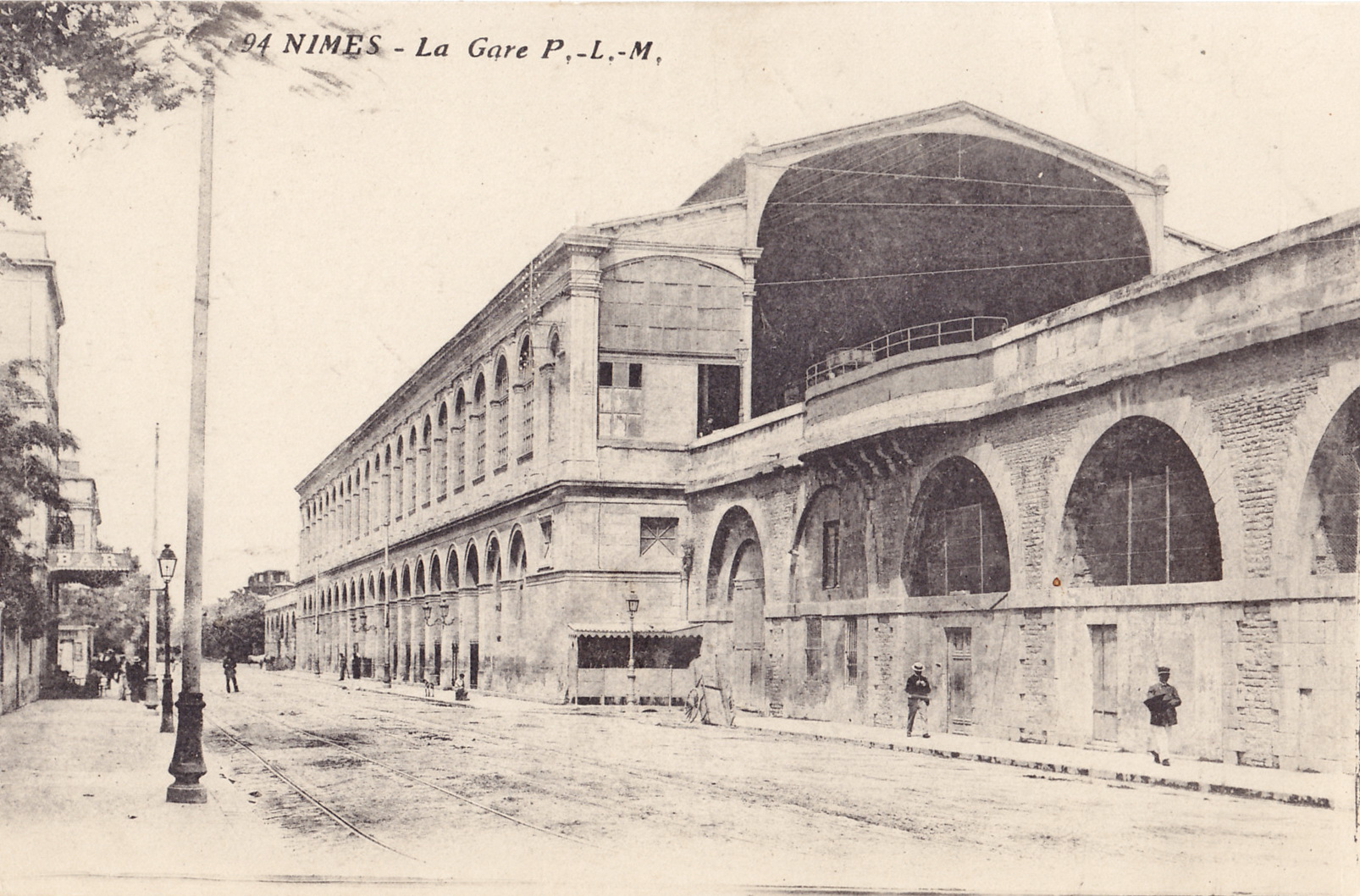
1916年的尼姆站

尼姆历史上的第一个火车站建于1839年，后被废弃并异地重建现有的尼姆站。尼姆站最初建于1843年，后经历了多次改建，现已成为一个多功能的城市交通枢纽。
2003年8月以前，尼姆站每晚开行经克莱蒙费朗前往巴黎的夜班列车；2016年9月以前，尼姆站还停靠前往卢森堡的直达夜班列车。

## 车站结构
尼姆站是法国传统火车站当中较为独树一帜的车站。不同于传统的侧式站房或半高架式站房（比如相邻的蒙彼利埃圣罗克站），尼姆站为高架轨道车站，其站房及候车室位于轨道下方，乘客通过楼梯或自动扶梯可前往上方的轨道层，而车站两侧的乘客则可借助于站房内的通道在同一平面内自由来往。这种高架车站在现代铁路建筑中较为常见（比如中华人民共和国的犀浦站），而对于19世纪世纪的建筑而言这一结构则较为罕见，即便有也大多数为人流量较小的通勤性车站，如圣艾蒂安卡尔诺站 · 第戎新门站等。

## 站台布置
| 西北↑ |      |                             |  |
| A道   |      | 阿维尼翁/阿莱斯/阿尔勒方向→ |  |
|       | 岛式 |                             |  |
| B道   |      | 阿维尼翁/阿莱斯/阿尔勒方向→ |  |
| C道   |      | ←蒙彼利埃/勒格罗迪鲁瓦方向  |  |
|       | 岛式 |                             |  |
| E道   |      | ←蒙彼利埃/勒格罗迪鲁瓦方向  |  |
| 东南↓ |      |                             |  |

## 停靠线路
以下列车线路在尼姆站停靠：
| File:Sncf-logo.svg 尼姆站列车线路表                |            |                                  |                          |                   |
| 线路                                               | 车种       | 上一站                           | 下一站                   | 大致运行频率      |
| 巴黎—蒙彼利埃/佩皮尼昂/巴塞罗那                    | TGV        | 巴黎里昂/瓦朗斯TGV               | 蒙彼利埃                 | 每天7趟左右       |
| 里昂—巴塞罗那                                      | TGV        | 瓦朗斯TGV                        | 蒙彼利埃                 | 每天1趟           |
| 里昂—图卢兹                                        | TGV        | 瓦朗斯TGV                        | 蒙彼利埃                 | 每天4趟左右       |
| 布鲁塞尔/里尔—蒙彼利埃                             | TGV        | 里昂帕丢/瓦朗斯TGV               | 蒙彼利埃                 | 每天2趟左右       |
| 卢森堡/梅斯—蒙彼利埃                               | TGV        | 里昂帕丢/瓦朗斯TGV               | 蒙彼利埃                 | 每天2趟左右       |
| 南特/雷恩—蒙彼利埃                                 | TGV        | 里昂帕丢/瓦朗斯TGV               | 蒙彼利埃                 | 每天1趟（重连）   |
| 马恩拉瓦莱-谢西—蒙彼利埃                           | Ouigo      | 里昂机场/瓦朗斯TGV               | 蒙彼利埃                 | 每天2~5趟         |
| 马赛—马德里                                        | AVE Renfe  | 阿维尼翁                         | 蒙彼利埃                 | 每天1趟           |
| 马赛—波尔多                                        | INTERCITÉS | 马赛/阿尔勒                      | 蒙彼利埃                 | 每天3趟左右       |
| 克莱蒙费朗—尼姆                                    | TER        | 圣热涅斯德马勒瓜赖斯/丰-圣马梅尔 | （终点）                 | 每天3趟左右       |
| 尼姆→朗戈涅                                        | TER        | （起点）                         | 丰-圣马梅尔              | 每周一1趟（单向） |
| 拉巴斯提德圣洛朗—尼姆                              | TER        | 圣热涅斯德马勒瓜赖斯             | （终点）                 | 每周1趟           |
| 热诺拉克/阿莱斯—尼姆                               | TER        | 圣热涅斯德马勒瓜赖斯/丰-圣马梅尔 | （终点）                 | 每天8趟左右       |
| 芒德—尼姆                                          | TER        | 圣热涅斯德马勒瓜赖斯/丰-圣马梅尔 | （终点）                 | 每天1~2趟         |
| 阿莱斯→蒙彼利埃/纳博讷                             | TER        | 丰-圣马梅尔                      | 吕内勒                   | 每天1趟（单向）   |
| 阿维尼翁—蒙彼利埃/纳博讷/佩皮尼昂/塞尔贝尔/波尔布  | TER        | 塔拉斯孔/芒杜耶勒                | 圣瑟赛尔/韦尔热兹/吕内勒 | 每天16趟左右      |
| 马赛/尼姆—蒙彼利埃/纳博讷/佩皮尼昂/塞尔贝尔/波尔布 | TER        | 塔拉斯孔/（起点）                | 韦尔热兹/吕内勒          | 每天7趟左右       |
| 阿维尼翁/尼姆—图卢兹                               | TER        | 塔拉斯孔/（起点）                | 韦尔热兹/吕内勒          | 每天2趟左右       |
| 尼姆—勒格罗迪鲁瓦                                  | TER        | （起点）                         | 圣瑟赛尔                 | 每天3趟左右       |
| 1. 2. 3.                                           |            |                                  |                          |                   |

## 配套交通

### 长途汽车
尼姆站对应的大巴车上下车地点为尼姆汽车站（Gare Routière），位于尼姆站东南侧的广场上。
| 停靠尼姆的大巴车 | | |
| 上下车地点       | 运营单位                                                                                                  | 主要目的地 |
| 尼姆汽车站       | 加尔省城际客运 edgard                                                                                     | A10 拉卡勒梅特 · 内尔 · 韦泽诺布尔 · 圣伊莱尔德布雷特马 · 阿莱斯 A12 圣博泽利 · 蒙塔尼亚克 · 艾格尔蒙 · 莱迪尼昂 · 莱藏 · 昂迪兹 · 科尔贝斯 · 加尔的圣让 B21 马尔格里特 · 圣热尔瓦西 · 伯祖斯 · 勒穆兰 · 阿尔吉列 · 于泽斯 · 普济亚克 · 塞兹河畔巴尼奥勒 · 圣纳泽尔 · 圣埃斯普里桥 B25 马尔格里特 · 圣热尔瓦西 · 伯祖斯 · 梅讷 · 蒙弗兰 · 泰济耶 · 多马藏 · 埃斯泰扎尔格 C30 布亚尔格 · 贝勒加尔德 · 富尔克 · 阿尔勒 C32 欧博尔 · 沃韦尔 · 勒凯拉尔 · 圣洛朗代古兹 · 艾格莫尔特 · 勒格罗迪鲁瓦 · 拉格朗德默特 C33 米约 · 贝尔尼 · 于绍 · 韦斯特里克和康迪亚克 · 沃韦尔 · 勒凯拉尔 C34 欧博尔 · 热内拉克 · 博瓦桑 · 沃韦尔 C35 米约 · 贝尔尼 · 于绍 · 科多尼昂 · 韦尔热兹 · 加拉尔格勒蒙蒂厄 · 吕内勒 C36 科多尼昂 · 韦尔热兹 · 艾格维夫 · 欧拜 · 索米耶尔 · 吕内勒 D40 蒙珀扎 · 圣泰奥多里 · 维克勒费斯克 · 基萨克 · 孔凯拉克 · 圣伊波利特迪福尔 · 拉卡迪耶尔和康博 · 冈日 · 圣朱利安德拉讷夫 · 勒维冈 D41 卡韦拉克 · 朗拉德 · 圣迪奥尼西 · 卡勒维松 · 孔热尼 · 索米耶尔 D43 朗拉德 · 纳日和索洛尔格 · 布瓦西耶尔 · 卡勒维松 · 苏维尼亚尔格 E51 芒迪耶勒 · 勒代桑 · 容基耶尔圣万森 · 博凯尔 · 瓦拉布赖格 · 阿拉蒙 · 阿维尼翁 E52 布洛扎克 · 圣康坦拉波特里 · 圣洛朗拉韦尔内德 · 丰塔赖什 · 拉布吕基耶尔 804 （尼姆都市圈社区西北部主要市镇） |
| 尼姆汽车站       | 阿莱斯 艾格莫尔特 · 勒格罗迪鲁瓦 （当某条铁路线施工或罢工时，SNCF可能也会提供途径该线路沿途站点的大巴车） | |
| 尼姆汽车站       | Flixbus                                                                                                   | （可联程中转前往欧洲各地） |
| [ 註 5 ]         | Flixbus                                                                                                   | 巴黎方向：瓦朗斯 (德龙省) 里昂方向：瓦朗斯 (德龙省) · 格勒诺布尔 · 里昂 卢森堡/斯特拉斯堡方向：里昂 · 第戎 · 南锡 · 梅斯 · 米卢斯 波尔多方向：卡尔卡松 · 图卢兹 · 阿让 |
| [ 註 5 ]         | EUROLINES                                                                                                 | 巴黎 · 巴塞罗那（可联程中转前往欧洲各地） |
| [ 註 5 ]         | Isilines                                                                                                  | 巴黎 · 里昂 · 奥尔良 · 克莱蒙费朗 · 图卢兹 · 波尔多 · 马赛 |
| [ 註 5 ]         | Ouibus | 巴黎 · 里昂 · 马赛 |
| 1. 2. 3. 4. 5.   | | |

### 城市公共交通
| 尼姆站附近的市内公共交通线路 |                        | |
| 公交车站名称                 | 位置                   | 停靠线路 |
| 弗谢尔火车站                 | 尼姆站的西北侧（正门） | -2- 尼姆-卡尔莫中心医院 ↔ 尼姆-城池 -3- 尼姆-瓦勒德古尔 ↔ 尼姆-公平桥 -4- 尼姆-瓦勒德古尔 ↔ 尼姆-公平桥 -5- 尼姆-弗谢尔火车站 ↔ 尼姆-卡尔莫中心医院 -6- 尼姆-南方形 ↔ 尼姆-卡勒瓦斯 -7- 尼姆-活动城 ↔ 尼姆-瓦尔密 -9- 尼姆-阿莱斯公路 ↔ 尼姆-阿尔勒公路/布亚尔格-二战胜利日 -10- 尼姆-埃斯卡特岭 ↔ 尼姆-塞尔卡瓦列 -11- 贝尔尼-球戏 ↔ 马尔格里特-格勒纳什 -32- 尼姆-弗谢尔火车站 ↔ 芒迪耶勒-格拉瓦艾松 -76- 尼姆-弗谢尔火车站 ↔ 尼姆-巴沙道 -87- 尼姆-弗谢尔火车站 ↔ 尼姆-孔达明 |
| 汽车站                       | 尼姆站的东南侧（后门） | -12- 尼姆-汽车站 ↔ 普-山岭 -21- 尼姆-公平桥/汽车站 ↔ 莱德农-士兵十字架 -22- 尼姆-公平桥/汽车站 ↔ 塞尔纳克-普瓦雷勒 -31- 尼姆-汽车站 ↔ 勒代桑-邦达万 -51- 尼姆-汽车站 ↔ 朗拉德-特赖帕塔 -61- 尼姆-汽车站 ↔ 圣沙特-拉尔西 |
| 1. 2.                        |                        | |

### 社会车辆
尼姆站东南侧设有大型地下停车场。同时尼姆站也设有汽车租赁和出租车服务。

## 临近车站
| 尼姆站（Gare de Nîmes）            |                      |                    |
| 上行车站                           | 线路                 | 下行车站           |
| 芒迪耶勒-勒代桑站 10.3km ←         | 塔拉斯孔－塞特铁路   | 圣瑟赛尔站 → 3.8km |
| 丰-圣马梅尔站 19.8km ←             | 圣日耳曼沟－尼姆铁路 | （终点）           |
| - 注：本表仅显示运营中的线路及车站 |                      |                    |